# 이나미정 (와카야마현)
이나미정(일본어: 印南町)은 일본 와카야마현 히다카군의 정이다.

## 지리
와카야마현 중부의 해안 가까이에 위치하고 남서부는 기이 수도에 면하며 그외에는 거의 기이 산지의 서쪽의 구석에 해당하는 산림 지대이다. 바다 쪽의 토지는 쿠로시오 해류의 영향으로 온난하고 해안 단구도 볼 수 있기 때문에 수박과 완두, 화훼 등의 재배가 번성한다. 산 쪽은 고도가 높고 매우 한랭한 기후로 겨울에는 강설도 볼 수 있으며 기리메강, 이나미강, 오지강이 흐르고 있다. 2003년의 연평균 기온은 약 17℃, 연간 강우량은 약 2040mm였다.

## 역사
이나미정의 중심 취락인 이나미는 이나미항에 접한 항구 지역으로 이나미항은 옛날에는 이나미포라고도 불리며 대단히 어업이 번성한 곳이었다.
- 1889년 - 정촌제가 시행되어 이나미촌이 탄생했다.
- 1900년 4월 16일 - 이나미촌이 정으로 승격해 이나미정이 되었다.
- 1956년 9월 30일 - 이나미정과 이나하라촌이 합병해 이나미정이 되었다.
- 1957년 8월 1일 - 이나미정, 기리메가와촌, 아즈미촌이 합병해 이나미정이 되었다.

## 교통

### 철도
- 서일본 여객철도 기세이 본선(기노쿠니선)
  - (← 히다카군 미나베정) - 기리메역 - 이나미역 - 이나하라역 - (히다카군 히다카가와정 →)

### 도로
- 한와 자동차도
- 국도 42호선
- 국도 제425호선 (일본)(일본어판)